# Anomala cypriochalcea
Anomala cypriochalcea är en skalbaggsart som beskrevs av Ohaus 1916. Anomala cypriochalcea ingår i släktet Anomala och familjen Rutelidae. Inga underarter finns listade i Catalogue of Life.